# Собрание олимпийских сочинений
Собрание олимпийских сочинений (англ. Collection of Olympic Games Essays) — цикл документальных передач, повествующий об известных спортсменах, победителях Олимпийских игр, их судьбах, о самых ярких и значимых спортивных событиях, а также раскрывающий ранее неизвестные факты из истории Игр.
Документальный цикл создан при поддержке Федерального агентства по физической культуре и спорту и ФГУП «Всероссийская государственная телевизионная и радиовещательная компания» (ВГТРК).
Проект состоит из 8 частей (томов, серий), — «Истории любви», «Драмы большого спорта», «Дуэли и противостояния», «Большие скандалы», «Судьбы чемпионов», «Политика и спорт», «Олимпиада как шоу», «Наши победы», — общим хронометражом 355 минут. Героями сериала стали великие спортсмены: как те, чьи имена сейчас на слуху, так и те, кто был знаменит много лет назад. Среди них Игорь Тер-Ованесян, Ральф Бостон, Юрий Власов, Леонид Жаботинский, Валерий Брумель, Джон Томас, Ольга Корбут, Алина Кабаева, Нина Пономарева-Ромашкова, Александр Карелин и многие другие.

## Анонсы серий

### Том I. Истории любви
Первый том цикла посвящён историям из личной жизни олимпийских спортсменов: о любви взаимной и безответной, скандальной и романтической, о счастливых и поломанных судьбах.
В данной серии: эксклюзивное интервью со звездой мировой гимнастики, Ольгой Корбут, история о несостоявшейся свадьбе советского прыгуна в воду Александра Косенкова и американской спортсменки Синтии Поттер (англ. Cynthia Potter), тайная любовь Виктора Чукарина, которую не сломили даже годы, проведённые в фашистских лагерях, и  история знакомства гимнастки Лидии Калининой и футболиста Валентина Иванова по дороге с Олимпиады, которое вылилось в 50 лет совместной жизни.

### Том II. Драмы большого спорта
Олимпийское золото - символ победы и счастья, но очень часто цена за высшую награду - боль трагедии и даже жизнь.
Вторая серия цикла рассказывает о несчастных случаях и трагедиях на Олимпиадах: о драматичной судьбе фехтовальщика Владимира Смирнова, когда поломанный кончик рапиры соперника стал причиной смертельного ранения, о звезде 70-х, баскетболисте Александре Белове, ушедшем из жизни в 28 лет,  о Михаиле Линге, чемпиона в эстафете, чьё имя в 80-е единомоментно исчезло из всех справочников, а также о гимнастке Елене Мухиной, попавшей в 1980 году не на Олимпиаду, а в инвалидное кресло.

### Том III. Дуэли и противостояния
Будучи "международным рингом" Олимпийские игры сводили в борьбе не только выдающихся спортсменов, но и великие державы, превращая победу в спорте в дело государственной важности. Несмотря на это, конкурентам удавалось сохранить человеческие отношения, которые порой перерастали и в дружбу.
В серии повествуется о дуэли прыгунов в длину Игоря Тер-Ованесяна и американца Ральфа Бостона, десятилетия тренировок которых были перечеркнуты одним прыжком спортсмена из Бруклина, о противостоянии советского велогонщика Виктора Капитонова с итальянским спортсменом Ливио Траппе (итал. Livio Trapé) на Олимпиаде в Риме в 45-градусную жару (о Капитонове, который уже умер, со слезами на глазах рассказывает его соперник), о до сих пор неоконченной борьбе тяжелоатлетов Юрия Власова и Леонида Жаботинского и о многолетней дуэли прыгунов в высоту — советского спортсмена Валерия Брумеля и американца Джона Томаса — которым удалось стать друзьями на фоне холодной войны СССР и США.

### Том IV. Большие скандалы
Серия повествует о пяти историях грандиозных скандалов Олимпийских игр, многие подробности о которых до сих пор не удалось и уже, вероятно, вряд ли удастся раскрыть до конца.
Зритель узнает о пятиборце Борисе Онищенко, который научился обманывать электронную систему судейства в фехтовании, о скандале в Афинах, когда во время выступления российских синхронисток остановилась музыка, об угрозе покушения на жизнь бегуна Валерия Борзова прямо перед стартом, о пропавшей шиповке Ирины Приваловой перед эстафетой на Олимпиаде 1992 года, что стоило нашей команде золотой медали, а также о несправелдиво низких оценках Алексея Немова, возмущение трибун против которых остановило соревнования.

### Том V. Судьбы чемпионов
Для пятой серии цикла были отобраны очень драматические и показательные истории жизней Олимпийских призёров: о тернистой дороге к славе, о цене, которую приходитося платить за победу, и о жизни после.
Среди них слёзы счастья и горя Светланы Мастерковой, разделённые четырьмя годами и разделившие жизнь на две половины, нелёгкий путь Яны Батыршиной и её родителей к Олимпийской медали в самом женственном виде спорта, художественной гимнастике, мексиканская история 1968 года и тройное замужество Натальи Кучинской, а также злосчастное ранение в спину четырёхкратного Олимпийского чемпиона Александра Попова, стоившее ему золота на Олимпиаде в Сиднее, но не сломившее дух спортсмена.

### Том VI. Политика и спорт
Серия посвящена политическим интригам, жертвами которых зачастую становились спортсмены, и о влиянии государственной политики на большой спорт. В частности, зритель узнает о дебютном выступлении Советской сборной на Олимпиаде в Хельсинки и об условиях проживания спортсменов, о мести венгерских спортсменов за советское вторжение в Венгрию во время летней Олимпиады 1956 года, о непримиримой борьбе против советских спортсменок чешской гимнастки Веры Чаславска, и о поочерёдных олимпийских бойкотах.

### Том VII. Олимпиада как шоу
В серии самые зрелищные церемонии открытия и закрытия Олимпийских игр: от первых незатейливых церемоний до многобюджетных шоу, слёзы Олимпийского Мишки, история олимпийской формы наших спортсменов, цена, которую заплатил Александр Карелин за возможность нести знамя Олимпийской сборной, рассказ о Елене Исинбаевой, переставшей быть только спортсменкой и ставшей настоящей королевой светской хроники.

### Том VIII. Наши победы
Для заключительной серии цикла были выбраны истории о четырёх победах, которые принесли славу Советскому Союзу и России: о первой победе СССР на олимпийских играх, которую принесла метательница диска Нина Пономарева-Ромашкова, о победе Алины Кабаевой на Олимпийских играх в Афинах, которая была добыта невероятными усилиями спортсментки после неудачи на Олимпиаде в Сиднее и дисквалификации на 2 года за применение допинга, а также о единственном Олимпийском золоте прыгуна Сергея Бубки, участвовавшего в 4 Олимпиадах и установившего 36 мировых рекордов.

## Награды
- Третий фильм Собрания Олимпийских Сочинений «Дуэли и противостояния» (англ. Duels and Oppositions) получил приз «Признание почётного легиона» (фр. Mention d’Honneur) в категории «Спортивные ценности» на 27 Международном теле- и кинофестивале «Спортивные фильмы и телевидение» (англ. Sport Movies & TV 2009), крупнейшем в мире фестивале спортивных фильмов, проходившем в Милане[4]. Наряду с фильмом Анны Дмитриевой «16 историй не только о спорте. Первый чемпион» фильм «Дуэли и противостояния» был отобран среди 180 работ из 55 стран мира[2].
- Первый «том» цикла «Истории любви» был назван лучшим документальным фильмом на VII Международном фестивале спортивного кино «Красногорский», оставив позади конкурирующую ленту из США «Царь Давид»[5].
- Документальный цикл Собрания Олимпийских Сочинений удостоился 2 места в номинации «Спорт и общество» I Международного фестиваля спортивного кино в Казани[6].
- Цикл документальных телепередач стал одним из 12 фильмов-призёров Пятого Международного фестиваля спортивных фильмов «Атлант» в Липецке[7].

## О создании документального цикла

### Идея
По словам сценариста проекта, Светланы Петрийчук, идея создания многосерийного документального цикла «… не про рекорды, а про судьбы знаменитых спортсменов…» принадлежит генеральному директору телеканала «Спорт» Василию Кикнадзе, Виталию Мелик-Карамову и генеральному продюсеру компании «Леан-М» Тимуру Вайнштейну. Оригинальность идеи состоит в том, что её фокус не спортивные достижения как таковые, а именно люди. Светлана Бабаева, исполнительный продюсер проекта, подчеркивает: «Была масса попыток сделать Олимпийский проект, снималось много серий разными компаниями, разными авторами, разными режиссёрами, но все это, в результате, сводилось или к сухим цифрам, или к пересказу банальных фактов о спортсменах — того, что всем и так известно. …Мы пытаемся преподнести факты о спортсменах в таком виде и с такой позиции, с которой зрителям они ещё не знакомы. Или наоборот, пытаемся найти факты о таких спортсменах, которых никто не знает, у которых судьбы сложились трагически». По словам режиссёра проекта, Вадима Островского, основным критерием отбора сюжетов для цикла был именно драматизм, что заставляет зрителей волноваться и сопереживать его героям.

### Использованные материалы
При создании документального цикла «Собрание Олимпийских Сочинений» были использованы
- материалы из архивов Канадского и Английского телевидения[9]
- фрагменты фильмов «Тегеран-43», «Радости, огорчения, мечты Ольги Корбут», «Два Белова», «До и после трех секунд», «Олимпиада-80. Бег», «Поединок», «Елена Мухина. Торжество духа», «Трудные старты Мехико», «Гонка на время», «Человек, поднявший двадцать тысяч тонн», «Пять колец над Римом», «Ирина Привалова. Бег с барьерами», «Валерий Борзов», «Светлана Мастеркова. Путь к себе», «Александр Попов. Линии судьбы», «На-та-ли», «Олимпийская одиссея Виктора Смирнова», «Возвращение В. Сальникова», «Сергей Бубка»[1].

### Музыка к проекту
В качестве композиторов проекта были избраны Сергей Кирилов и Ахмед Шаматов. Помимо музыки, написанной специально для проекта, в фильме были использованы композиции из проекта «Наша версия», в частности, «Не мы», «Не отпускай меня», «Всё замечательно», «Ради тебя» и «Твой свет».

### Производственная группа
- Руководитель авторской группы — Тамара Титова
- Авторы сценария — Светлана Петрийчук, Евгений Богатырев
- Режиссёр-постановщик — Вадим Островский
- Операторы-постановщики — Александр Шмид, Павел Трубников
- Художник-постановщик — Юлия Чарандаева
- Композиторы — Сергей Кирилов, Ахмед Шаматов
- Художник по свету — Никита Шекальский
- Вторые режиссёры — Анна Коган, Сергей Кострицкий
- Режиссёры монтажа — Михаил Следков, Даниил Рыжов, Николай Викторов
- Линейные продюсеры — Юлия Дронова, Татьяна Герасенкова
- Дикторы — Татьяна Пушкина, Александр Борисов
- Музыкальный продюсер — Иван Трофимов
- Продюсеры озвучивания — Дмитрий Лыков, Андрей Никулин
- Главный редактор — Ольга Володина
- Продюсер-супервайзер — Елена Котунова
- Исполнительный продюсер — Светлана Бабаева
- Продюсеры — Тимур Вайнштейн, Олег Осипов, Виталий МеликКарамов, Василий Кикнадзе